# St. Dionysius (Thülen)

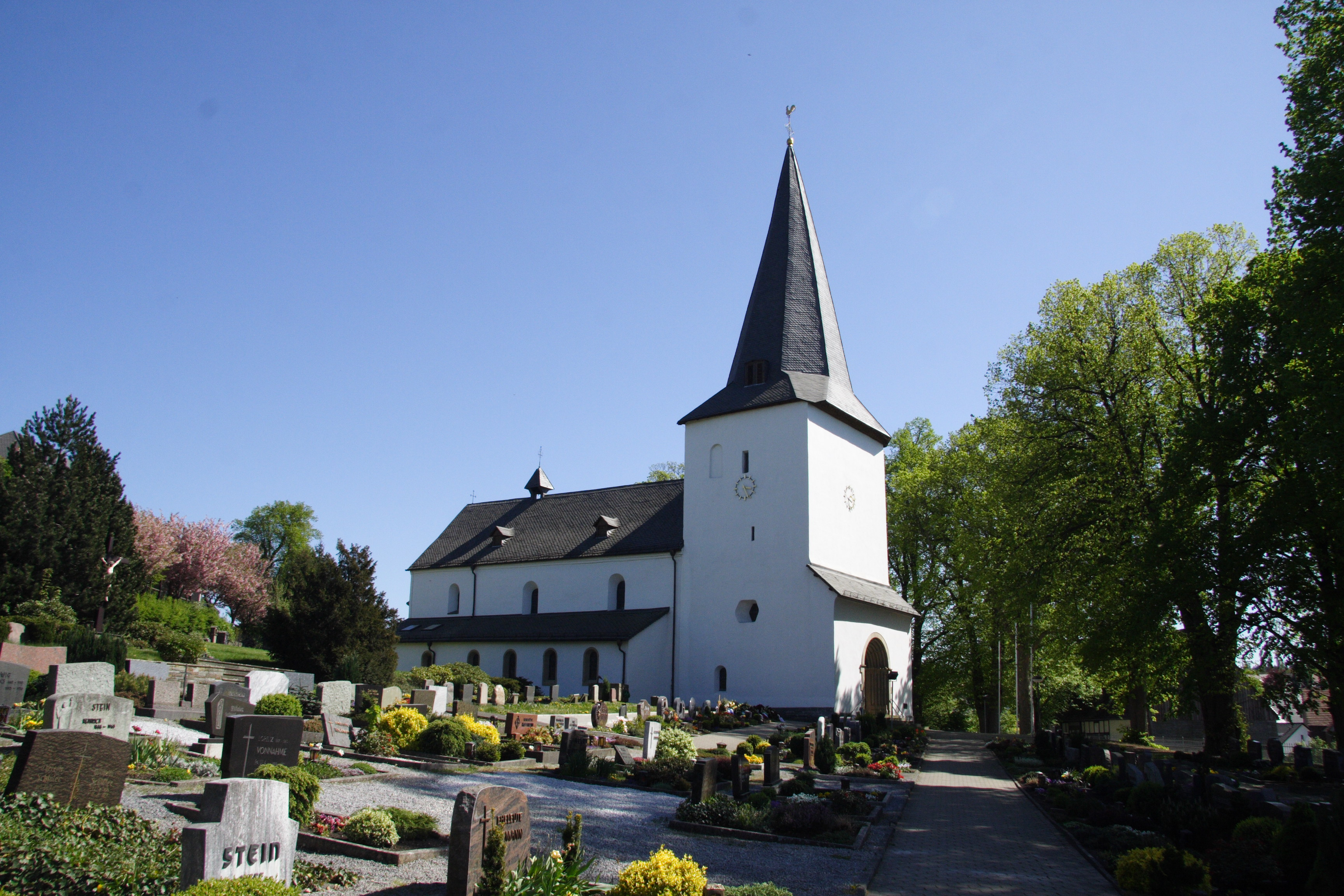
Nordseite der Pfarrkirche

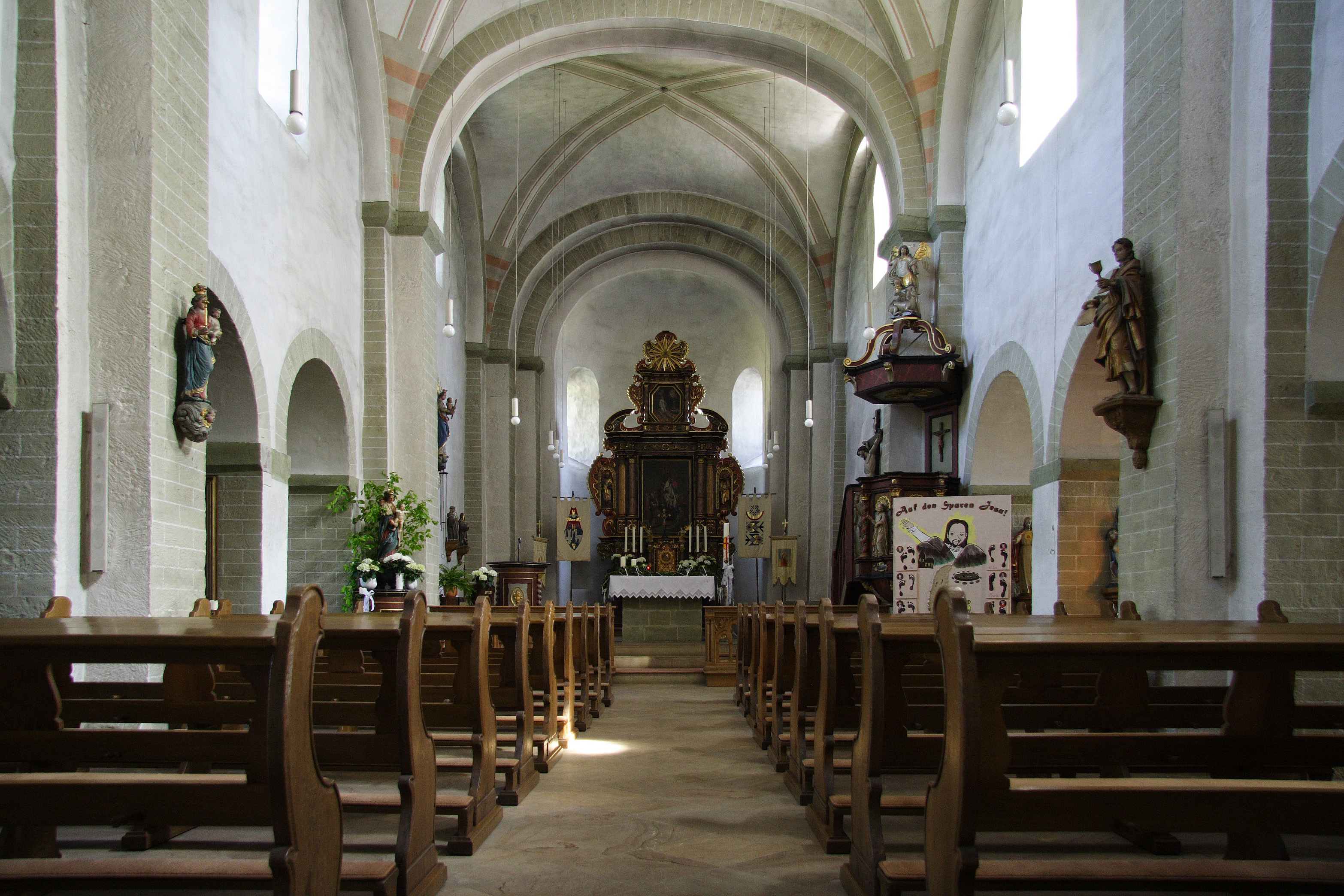
Innenansicht der Pfarrkirche

St. Dionysius Thülen ist eine römisch-katholische Pfarrkirche in der Briloner Ortschaft Thülen. Sie gehört dem Erzbistum Paderborn an. Kirchenpatron ist Dionysius von Paris. Das Kirchengebäude ist als Pfeilerbasilika erbaut; die Kirche ist eine der ältesten im Raum Brilon.

## Geschichte und Architektur
Die Kirche wurde 1175 erstmals urkundlich erwähnt; ihre Entstehung ist aber schon früher datiert. Sie war eine der 1031 zur Urpfarrei Hallinghausen gehörenden Filialkirchen. Zwischen 1146 und 1183 wurde sie zur Parochie ernannt. Im 13. Jahrhundert wurde der Turm an Stelle eines Vorgängerturmes angefügt. Das Gebäude ist eine zweijochige, romanische Pfeilerbasilika in gebundenem System. Der Chor ist rechteckig mit halbrunder Apsis. Um 1900 wurde der Turm durch eine mächtige Mauervorlage verstärkt, in die ein Portal in romanischen Formen eingelassen wurde. Ebenfalls aus dieser Zeit stammen die Orgelbühne aus Stein und die Sakristei an der Südseite des Chores. Die Mittelschiffwände wurden durch die kuppelartigen Kreuzgewölbe nach außen gedrückt In den Jahren 1975 bis 1977 wurde die Kirche aufwändig restauriert. Im Jahre 1999 wurde sie erneut restauriert. Der Haupteingang befindet sich im Westen am Turm. Ein Nebeneingang befindet sich im Süden. Im Turm befinden sich fünf Glocken; vier davon sind mechanisch läutbar. Eine weitere Glocke, die zur Wandlung geläutet wird, befindet sich im Dachreiter.
Umfangreiche Renovierungen wurden 1976 und 2011 vorgenommen. Es wurden Wände und Gewölbe ausgebessert und angestrichen. Die Orgel wurde gereinigt und neu intoniert. Die Außenanlage wurde neu gestaltet.

## Ausstattung
- Der dreigeschossige Hochaltar im Knorpelstil wurde laut Inschrift 1842 aufgestellt. Ursprünglich stand er in der Kirche des Zisterzienserinnenklosters in Welver. Das Hauptbild, eine Ölgemälde zwischen Doppelsäulen, zeigt die Kreuzabnahme. In den seitlichen Muschelnischen stehen Figuren der Heiligen Paulus und Dionysos. Das Giebelbild in einem Achteckrahmen zeigt den Hl. Dominikus beim Empfang des Rosenkranzes. Der gesamte Aufbau wurde aus Teilen verschiedener Epochen zusammengesetzt. Der Tabernakel wurde 1925 in Oberammergau geschnitzt.
- Die sechsseitige Kanzel wurde im 17. Jahrhundert gebaut. Auf vier Seiten der Brüstung werden in Muschelnischen die vier Evangelisten gezeigt. Die Rippen des gewölbten Kanzelbodens enden in einem Traubenzapfen. Auf dem Schalldeckel steht eine Figur des Erzengels Michael.
- Ein kunstvolles Taufbecken aus Marmor stammt von der Mitte des 17. Jahrhunderts. Das quadratische Becken mit einem runden Einsatz hat und einem kupfernen Deckel hat die Form eines romanischen Würfelkapitells. In der Mitte wird es von einem quadratischen Pfeiler und an den Ecken von schlanken Säulen getragen. Die Gesamthöhe beträgt 1,68 m.[3]
- verschiedene Heiligenfiguren
- Das vierstimmige Bronzegeläut erklingt in den Tönen es′, g′, b′ und c″ und wurde 1948 im nahen Brilon in der Glockengießerei Junker gegossen.